# سوني أولسين
سوني أولسين (بالإنجليزية: Súni Olsen)‏ (مواليد 7 مارس 1981 في تورسهافن) لاعب كرة قدم فاروي دولي يجيد اللعب في خط الوسط . يلعب حاليا لصالح نادي فيكينغور غوتا الفاروي منذ 2009 .

## روابط خارجية
- سوني أولسين على موقع الاتحاد الأوربي (الإنجليزية)
- سوني أولسين على موقع قاعدة بيانات كرة القدم.إي يو (الإنجليزية)
- سوني أولسين على موقع ناشيونال فوتبول تيمز (الإنجليزية)
- سوني أولسين على موقع Soccerway.com (الإنجليزية)
- سوني أولسين على موقع عالم كرة القدم.نت (الإنجليزية)